# フィジー・ウォリアーズ
フィジー・ウォリアーズ（Fiji Warriors）は、U23選手で編成されるフィジーのラグビーユニオンの第2代表チームであり、「フィジーA」とも呼ばれる。ワールドラグビーパシフィックチャレンジで、サモアA、トンガA、U20選手中心で構成されるJAPAN XVと対戦する。

## 歴史
1955年、フィジー第2代表（A代表）のチームとなる「フィジーXVチーム」がサモア遠征を行い、3試合無敗の戦績を得た。
2006年、フィジー・バーバリアンズがパシフィック・ラグビー・カップ（Pacific Rugby Cup、現・ワールドラグビーパシフィックチャレンジ）で準優勝。2010年までは、U23限定チームではない。
2009年のパシフィック・ラグビー・カップ（現・ワールドラグビーパシフィックチャレンジ）で初優勝し、以後2013年まで5連覇した。2010年での同大会では、2つのフィジーA代表が活躍し「フィジー・ウォリアーズ」が優勝、「フィジー・バーバリアンズ」が準優勝となった。
2011年から、パシフィック・ラグビー・カップが「パシフィックラグビーカップ・オ―ストラリアシリーズ（Pacific Rugby Cup Australian series）」となり、「U23選手によるA代表（第2代表）」のチームが競う大会へ刷新された。これにより、2011年以降のフィジー・ウォリアーズは、U23によるA代表（第2代表）となる。
2012年のアイルランド遠征において、アイルランド・ウルフハウンドに0対53で敗れ、チーム史上最悪の敗北を喫した。
2015年の南米遠征で、ウルグアイ代表、アルゼンチンXV（アルヘンティーナXV）と対戦し、3試合を全勝した。
2016年から2019年まで、ワールドラグビーパシフィックチャレンジで4連覇。2023年にも優勝し、大会最多優勝記録（10回）を持つ。